# Ошпье, Морис
Морис Ошпье (фр. Maurice Hochepied) — французский ватерполист и пловец, серебряный призёр летних Олимпийских игр 1900.
В водном поло на Играх Ошпье входил в состав первой французской команды. Она проиграла в четвертьфинале Великобритании со счётом 12:0, и не смогла пройти дальше.
Также, Ошпье участвовал в нескольких плавательных дисциплинах. В гонке на 200 м вольным стилем он занял пятое место в финале. В заплыве на 1000 м он остановился на седьмой позиции. В 200 м с препятствиями Ошпье снова стал седьмым. В командной гонке на 200 м его команда заняла вторую позицию, и получила серебряные медали.
На Играх он выступал вместе со своим братом Виктором.